# Ctenocheloides attenboroughi
Ctenocheloides attenboroughi is een tienpotigensoort uit de familie van de Callianassidae. De wetenschappelijke naam van de soort is voor het eerst geldig gepubliceerd in 2010 door Anker.